# Elizabeth : L'Âge d'or
Pour les articles homonymes, voir Élisabeth.
Série
Elizabeth
(1998)
Pour plus de détails, voir Fiche technique et Distribution.
Elizabeth : L'Âge d'or (Elizabeth: The Golden Age) est un film britannique de Shekhar Kapur sorti en 2007.
Il s'agit du second volet d'une fresque en deux époques consacrée à la reine Élisabeth Ire d'Angleterre, interprétée par Cate Blanchett.
Après un premier film, Elizabeth, consacré à la jeunesse de la reine, ce second volet s'attarde sur les rivalités entre la reine d'Angleterre et sa cousine Marie Stuart mais également avec le roi d'Espagne Philippe II.

## Synopsis
En 1585, Élisabeth Ire règne sur l'Angleterre, depuis près de trente ans sous la doctrine anglicane, et sans héritier légitime, s'étant auto-qualifiée « La Reine Vierge » (The Virgin Queen).
Cependant, son règne est menacé par les royaumes catholiques, notamment l'Espagne de Philippe II, qui voient en Marie Stuart, sa cousine, la reine d'Angleterre en titre. Élisabeth doit faire face aux conspirations menées pour placer sa cousine sur le trône, aux dissensions religieuses au sein de son propre peuple, mais également lutter contre son attirance pour l'explorateur Walter Raleigh.

## Fiche technique
- Titre : Elizabeth : L'Âge d'or
- Titre original : Elizabeth: The Golden Age
- Réalisation : Shekhar Kapur
- Scénario : William Nicholson et Michael Hirst
- Production : Tim Bevan, Jonathan Cavendish (en), Liza Chasin (en), Eric Fellner, Debra Hayward, Michael Hirst, Mary Richards
- Sociétés de production : Working Title Films, Studio Canal, Motion Picture ZETA Produktionsgesellschaft
- Société de distribution : Universal Pictures (États-Unis et Royaume-Uni)
- Musique : Craig Armstrong et A.R. Rahman
- Photographie : Remi Adefarasin
- Montage : Jill Bilcock
- Décors : Guy Dyas et Frank Walsh
- Costumes : Alexandra Byrne
- Lieux de tournage :  Angleterre[1]
- Pays d'origine :  Royaume-Uni
- Langue : anglais, espagnol
- Format : Couleurs - 1,85:1 - SDDS - 35 mm
- Genre : Biographique, historique
- Durée : 114 minutes
- Date de sortie :
  -  : 12 octobre 2007
  -  : 23 octobre 2007
  -  : 12 décembre 2007

## Distribution
Légende : Version Québécoise = VQ

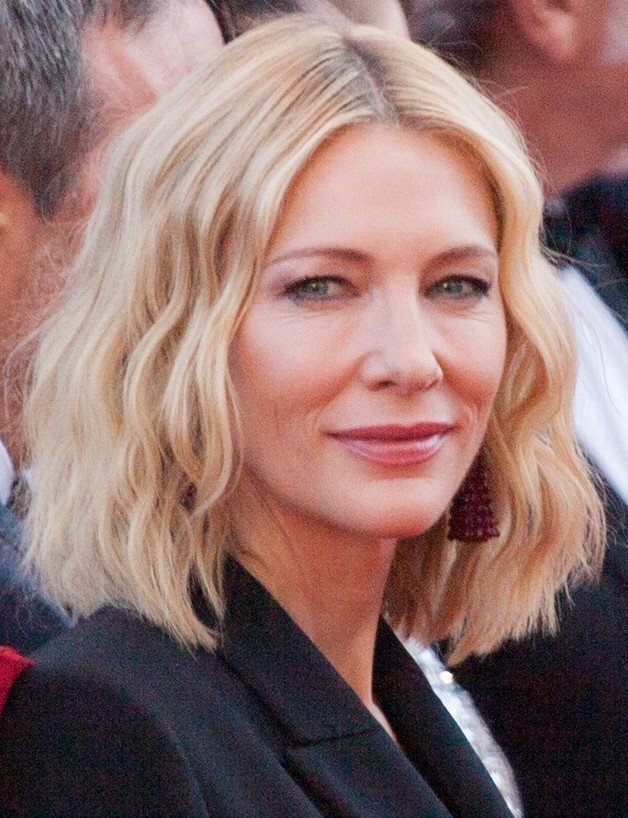
L'actrice Cate Blanchett reprend le rôle d'Élisabeth Ire, après l'avoir incarné dans le premier film Elizabeth en 1998.

- Cate Blanchett (VF : Isabelle Gardien ; VQ : Nathalie Coupal) : Élisabeth Ire
- Clive Owen (VF : Bernard Gabay ; VQ : Daniel Picard) : Sir Walter Raleigh
- Geoffrey Rush (VF : Jean-Louis Cassarino ; VQ : Denis Mercier) : Sir Francis Walsingham
- Tom Hollander (VQ : Frédéric Paquet) : Sir Amias Paulet (en)
- Samantha Morton (VQ : Julie Burroughs) : Marie Stuart
- Abbie Cornish : Bess Throckmorton
- Eddie Redmayne : Thomas Babington
- Jordi Mollà : Philippe II d'Espagne
- Rhys Ifans (VQ : François Godin) : le Jésuite
- Aimee King : l'Infante Isabelle d'Espagne
- Laurence Fox : Sir Christopher Hatton
- John Shrapnel (VF : Michel Laroussi ; VQ : Guy Nadon) : Lord Howard
- Emily Mortimer : Kate
- William Houston (VQ : Luis de Cespedes) : Don Guerau De Spes
- Susan Lynch (VQ : Marika Lhoumeau) : Annette
- Penelope McGhie : Margaret
- Stuart McLoughlin (en) : Savage
- Steven Robertson (en) (VQ : Patrice Dubois) : Francis Throckmorton
- Adam Godley (VQ : François Sasseville) : William Walsingham
- Sam Spruell : le bourreau

## Autour du film

### Réception
Il rapporte 74 237 563 $ au niveau mondial, contre 82 150 642 $ pour le premier opus Elizabeth, soit près de 8 millions de moins, pour un budget plus important.
En regard du box-office, le film est noté à 34 % sur le site Rotten Tomatoes.
Le critique du Chicago Sun-Times Roger Ebert écrit :

« Elizabeth : l'Âge d'or est écrasé par sa splendeur. Il y a des scènes où les costumes sont si somptueux, les décors si vastes, la musique si insistante, que nous perdons de vue les hommes derrière l'éclat de la production. Contrairement à Elizabeth (1998) du même réalisateur, Shekhar Kapur, ce film s'enfonce dans l'eau, sa cargaison d'opulence trop lourde à porter. »

— Roger Ebert, Chicago Sun-Times, 12 octobre 2007.
Le quotidien britannique The Guardian estime pour sa part : 

« Là où le premier Elizabeth de Kapur a été froid, cérébral, étonnamment habile à rapporter les intrigues complexes, ce nouveau film est au niveau d'un roman romantique de Jean Plaidy. »

— Peter Bradshaw, The Guardian, 2 novembre 2007.
En France, le film reçoit sur Allociné une note moyenne de 2,6 sur 5 pour les critiques de presse. Si certains s'enthousiasment, plusieurs critiques lui reprochent de noyer les personnages sous les décors et les costumes, ainsi que son caractère anti-historique. Dans Le Monde, Jean-Luc Douin résume ainsi l'ambivalence du film :

« Dans le doute que tous les faits racontés dans le film correspondent à des réalités historiques (la trahison d'un frère de Sir Francis Walsingham, par exemple, n'est pas avérée), et dans la convention acceptée de voir une femme âgée de 50 ans si resplendissante, on se laisserait volontiers séduire par ce spectacle kitsch, rythmé par des intrigues de cour, des surenchères de perruques, des batailles navales, mais l'attention se relâche au fil de cette reconstitution qui flirte avec le feuilleton et abuse de son goût pour le cérémonial pompeux, avec chœurs emphatiques. »

— Jean-Luc Douin, "Elizabeth, l'âge d'or : Cate Blanchett en majesté", Le Monde, 11/12/2007
La note moyenne des spectateurs d'Allociné est de 3,4.

### Controverse
Comme pour le premier film, de nombreux journaux et ligues ont accusé le film d'anti-catholicisme par des journaux tels que L'Osservatore Romano, The Star-Ledger, Journal & Courier, The Star Tribune et le National Catholic Register.[réf. nécessaire]
Monseigneur Mark Langham, l'administrateur de la cathédrale, a regretté que des catholiques aient autorisé la production à filmer des scènes à Rome, dans les bâtiments officiels de l'Église. Bien qu'il estime qu'il s'agit d'un film à voir (must-see), il suggère qu'il contribue à perpétuer le mythe des « prêtres-tueurs ».
Le réalisateur Shekhar Kapur a démenti ces accusations :

« Il est effectivement très profondément « non anti-catholique ». Il critique l'extrémisme de toutes les religions. À cette époque, il concerne l'Église d'Espagne, où Philippe avait dit qu'ils allaient faire entrer le monde entier dans une forme très pure du catholicisme. Donc ce n'est pas anti-catholique. C'est contre une interprétation de la Parole de Dieu particulière, et ce qui a conduit à juger la foi d'Élisabeth. [...] Le fait est que le Pape a ordonné son exécution : il disait que toute personne qui exécute ou assassine Élisabeth trouvera une belle place dans le Royaume des cieux. [...] C'est pourquoi j'ai fait ce film, donc l'idée d'une rupture entre le catholicisme et le protestantisme ne se pose pas. »

— Shekhar Kapur

### Bande originale
La bande originale a été composée par Craig Armstrong et A. R. Rahman :
1. Opening - 1:31
2. Philip - 1:51
3. Now You Grow Dull - 0:57
4. Horseriding - 1:38
5. Immensities - 2:41
6. Bess and Raleigh Dance - 2:34
7. Mary's Beheading - 3:22
8. End Puddle/ Possible Suitors - 2:06
9. War/ Realisation - 2:57
10. Destiny Theme - 2:31
11. Smile Lines - 1:15
12. Bess to see Throckmorton - 1:03
13. Dr Dee Part 1 - 3:18
14. Horseback Address - 2:26
15. Battle - 3:29
16. Love Theme - 2:51
17. Divinity Theme - 5:08
18. Storm - 3:00
19. Walsingham Death Bed - 1:51
20. Closing - 2:01

La bande originale a été enregistrée en Écosse, dans le studio d'Armstrong à Glasgow. Kapur a été enchanté de collaborer avec Armstrong et Rahman, affirmant qu'il avait été fasciné de voir comme « deux personnes aux origines et aux cultures différentes pouvaient interagir aussi bien ».
Cate Blanchett avait voyagé en Inde au début des années 2000, et était revenue avec quelques extraits de chansons indiennes. Elle harcela alors Kapur pour qu'il engage Rahman. En janvier 2009, Kapur regretta que les autres compositions de Rahman n'aient pas pu être utilisées dans le film, estimant que « la musique de l’Âge d'or est à moitié moins bonne que ce qu'elle aurait pu être ». Il a l'espoir de voir ces morceaux réutilisés dans un autre projet.

## Distinctions

### Récompenses
- Oscars du cinéma : meilleurs costumes (Alexandra Byrne)
- Australian Film Institute : meilleure actrice internationale (Cate Blanchett)
- Satellite Awards : meilleure direction artistique (Guy Dyas et Richard Roberts), meilleurs costumes (Alexandra Byrne)

### Nominations
- Oscars du cinéma : meilleure actrice dans un rôle principal (Cate Blanchett)
- BAFTA Awards : meilleure actrice dans un rôle principal (Cate Blanchett), meilleure direction artistique (Guy Dyas et Richard Roberts), meilleurs costumes (Alexandra Byrne), meilleurs maquillages (Jenny Shircore)
- Critics Choice Awards : meilleure actrice (Cate Blanchett)
- Prix David di Donatello : meilleur film de l'union européenne (Shekhar Kapur)
- Empire Awards : meilleure actrice (Cate Blanchett)
- Golden Globes : meilleure actrice dans un rôle principal - Drame (Cate Blanchett)
- Screen Actors Guild Awards : meilleure actrice dans un rôle principal (Cate Blanchett)